# Música vocal
Música vocal é um gênero de vocal executada por um ou mais cantores, com ou sem acompanhamento instrumental, no qual o canto é o foco principal da peça musical. A música sem acompanhamento é denominada a capela.  A música vocal é caracterizada, normalmente,  por um conjunto de palavras cantadas, provenientes de um poema ou prosa. Esse conjunto é denominado letra (na música popular) ou texto (na música erudita). 
Existem, também, notáveis exemplos musicais, que se utiliza de sílabas isoladas, sons, ruídos ou sílabas onomatopaicas ao longo da peça musical. Uma pequena peça de música vocal é, normalmente, chamada de canção.
A música vocal é, provavelmente, a mais antiga forma de música, já que não requer nenhum tipo de acompanhamento além da voz. Todo o tipo de cultura musical tem alguma forma de música vocal.